# えむ・ビーンズ おんがく豆
『えむ・ビーンズ〜おんがく豆〜』（えむ・ビーンズ おんがくまめ）は、2006年4月16日から2009年4月5日まで毎週日曜12:00 - 14:00（JST）に山陰放送（BSSラジオ）で放送されていたラジオ番組。
木野村尚子がパーソナリティを務めていた日曜午後の音楽番組で、音楽を主とする構成を取りつつも毎回12:25と13:40には定時ニュースを伝えたりと、ワイド番組的な要素も併せ持っていた。